# Stazione di Torre Annunziata Marittima
Stazione di Torre Annunziata Marittima vasútállomás Olaszországban, Torre Annunziata településen.

## Vasútvonalak
Az állomást az alábbi vasútvonalak érintik:
- Nápoly–Battipaglia-vasútvonal

## Kapcsolódó állomások
A vasútállomáshoz az alábbi állomások vannak a legközelebb: